# 덕동저수지

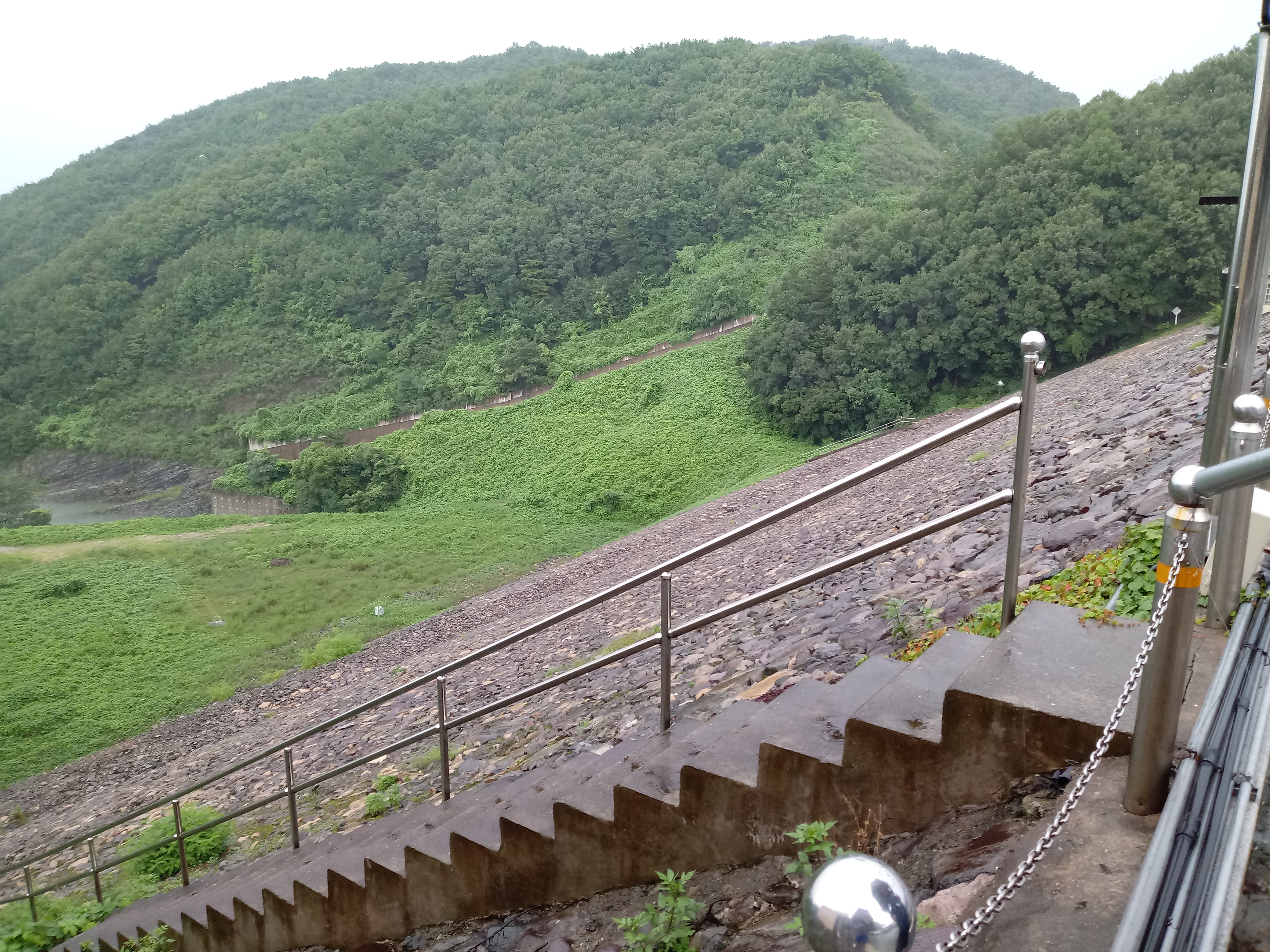
덕동댐 전면

덕동저수지(德洞貯水池)는 경상북도 경주시 천군동 산 3번지에 있는 저수지이다. 경주보문관광단지 위에 있는 덕동저수지는 1977년에 준공되었으며, 만수면적 196ha에 총저수량은 3,270만톤이고 여수토 방수로 구조는 모닝글로리 구조이다. 경주시민의 용수원이며, 보문호에 물을 보낼 수 있는 유일한 수원지이다. 주변 경관이 빼어나 관광자원으로서의 가치도 있지만, 상수원 보호 관계로 낚시나 취사는 엄격히 금지되고 있다. 시설관리자는 한국농어촌공사이다. 형산강의 지류인 북천에 위치하며 북천의 지류인 덕동천의 하구이다.

## 시설
댐의 길이가 169m에 불과하기 때문에 여수토를 제당에 설치하기가 어려워, 저수지 내부에 나팔형으로 설치하여 홍수를 배제하도록 계획되었으며, 완성 후에는 196 ha의 넓은 호면에 노출된 나팔모양의 여수토 그 자체가 장관을 이루고 있어 주변을 지나는 관광객의 시선을 모았다. 이 덕동댐은 1972년에 수립된 경주지구 관광종합개발계획의 일환으로 불국사 주변의 농경지에 대한 농업용수와 경주시의 생활용수 및 관광용수의 공급 등 다목적 용수공급(총저수량 3,270만m3 중 농업용수 1,475만m3 , 생활용수 3만m3/일, 관광용수 1,018만m3)을 위한 것이었다.

## 재원
1974년 1월 IBRD 와의 차관협정에 의해 총사업비 4,916백만 원의 26 %에 해당하는 1,280백만 원의 외자가 투입된 이 지구의 개발은 관개개선 794 ha와 경지정리 346 ha 등 1,140ha를 개발대상으로 한 중규모의 사업지구였으나, 덕동댐은 1975년 2월 착공하여 2년 10개월 만에 축조를 완료한 극히 보기 드문 단기간의 공사로 손꼽혔다.

## 저수지 규모
- 유역면적[1] :  5,170ha
- 총 저수량[1] : 32,700천m3
- 유효저수량[1]: 27,902 천 m3
- 현 관개면적 : 1,069ha
- 일일 취수량 : 35000t

## 시설 제원
- 댐 형식 : 흙댐 (중심코어형 필댐)[1]
- 제방[1] : 길이 169m, 높이 50m
- 물넘이 : 모닝글로리, 길이 256m[1], 월류 수심 2.2m

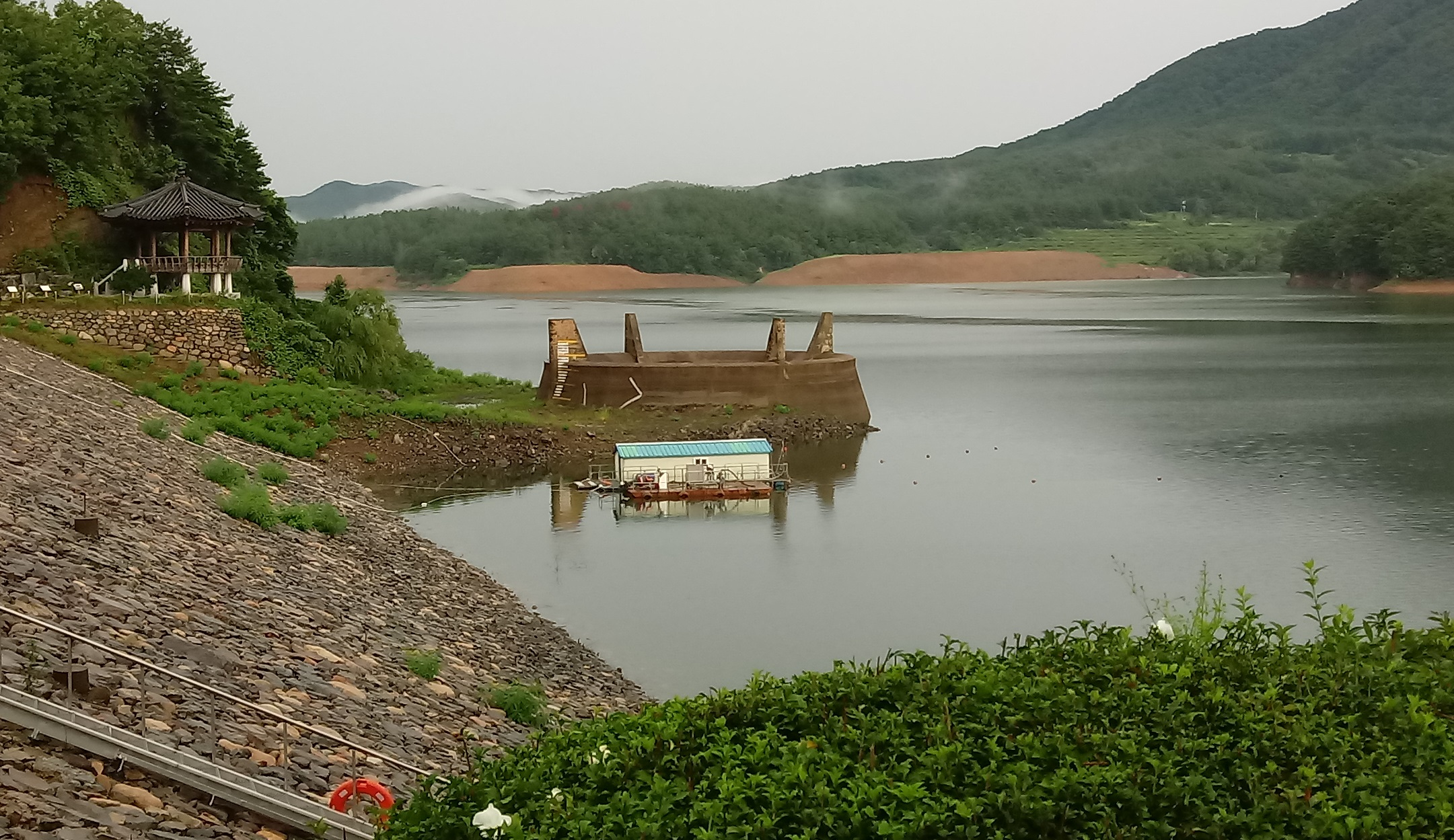
모닝글로리 여수로

- - 비상여수로: 개거식 측수형. 길이 190m, 폭 15m[1]
  - 설계강우: 493mm/일(200년 빈도), 786mm/일(PMP 강우)

## 수질
평균적인 덕동저수지의 수질은 다음과 같다.
- pH: 7.0
- COD: 2.6
- SS: 3.0

## 용수 공급
- 연간 공급량: 31,320 천 m3
- 생활용수
  - 수혜지구: 구 시가지, 불국동, 외동읍 등 10만 명
  - 공급량: 48,000 m3/일 (연간 17,520 천 m3)
- 농업용수: 관개면적 20 km2 (연간 9,400 천 m3)
- 관광용수: 보문호수, 유람선, 물레방아 (연간 4,400 천 m3)

## 준공 이후
- 취수원으로 이용되면서 북천의 유량이 현저하게 줄었다.
- 덕동면 전체가 수몰되면서 많은 사람들이 이주하게 되었다.
- 경주시 암곡동 1020-2번지 일원의 고선사지가 수몰됨에 따라 경주 고선사지 삼층석탑과 귀부, 건물지 유구 등이 국립경주박물관으로 옮겨져 현재 박물관 야외에 전시되어 있다.

## 같이 보기
- 경감로 (국도 제4호선)
- 보덕로
- 보덕동